# Johann Balmer
Johann J. Balmer (født 1. maj 1825, død 12. marts 1898) var en schweizisk skolelærer og matematiker. Han opdagede i 1885, at hydrogens linjespektrum kan beregnes ved hjælp af en formel:
1/λ=10,97(1/2²-1/n²)
hvor n= 3,4,5 og 6